# Lery Hannany
Lery Hannany (né le 1er octobre 1982 en Guadeloupe) est un joueur de football français (international guadeloupéen), évoluant au poste de milieu de terrain.